# Нгиамба, Орельен
Орелье́н Нгиамба́ (фр. Aurélien Nguiamba; род. 18 января 1999, Кольмар) — французский футболист, полузащитник клуба «Специя», выступающий на правах аренды за «Ягеллонию».

## Клубная карьера
Нгиамба — воспитанник клубов «Кольмар» и «Нанси». 24 апреля 2018 года в матче против «Гавра» он дебютировал в Лиге 2 в составе последнего. В 2020 года для получения игровой практики Нгиамба выступал за «Газелек». По окончании аренды Орельен вернулся в «Нанси».
В начале 2022 года Нгиамба перешёл в итальянскую «Специю». 7 февраля в матче против «Салернитаны» он дебютировал в итальянской Серии A. В январе 2023 года он был отдан в аренду в польскую «Ягеллонию» сроком на полгода.

## Международная карьера
В 2016 года в составе юношеской сборной Франции Нгимаба принял участие в юношеском чемпионате Европы в Азербайджане. На турнире он сыграл в матчах против команд Англии, Дании и Швеции.
В 2018 году в составе юношеской сборной Франции Камара принял участие в юношеском чемпионате Европы в Финляндии. На турнире он сыграл в матчах против команд Украины и Турции.